# Фабра
Фабра (фр. Fabras) насеље је и општина у источној Француској у региону Рона-Алпи, у департману Ардеш која припада префектури Ларжантјер.
По подацима из 2011. године у општини је живело 390 становника, а густина насељености је износила 51,86 становника/km². Општина се простире на површини од 7,52 km². Налази се на средњој надморској висини од 450 метара (максималној 607 m, а минималној 279 m).

## Демографија
| 1962. | 1968. | 1975. | 1982. | 1990. | 1999. | 2011. |
| ----- | ----- | ----- | ----- | ----- | ----- | ----- |
| 156   | 188   | 185   | 214   | 265   | 276   | 390   |

График промене броја становника у току последњих година